# Ionuț Dolănescu
Ionuț Dolănescu (n. 26 februarie 1972, București) este un cântăreț român de muzică populară. Este fiul cunoscuților cântăreți de muzică populară românească Maria Ciobanu și Ion Dolănescu.

## Studii
- Liceul "Dinu Lipatti", secția Nai, București (1991)
- Academia de Muzică "Ciprian Porumbescu", secția Compoziție, muzicologie, pedagogie (1997)
- Master în Arta muzicală
- A studiat la Conservatorul "Serghei Rachmaninoff" din Paris (2000-2003)

## Activitate profesională
- Debut scenă la 9 ani alături de tatăl Ion Dolănescu și ansamblul "Rapsodia română", dirijor Ion Budișteanu
- Vocalist al Centrului Național de Artă "Tinerimea Română" (din 1995)
- A susținut concerte în Franța, Germania, USA
- A înregistrat 10 albume între care 7 cu orchestra de lăutari din Chișinău
- Prezentator al emisiunii "Folclorul contra-atacă" (2004-2005)

## Discografie selectivă
- "Panflute" (2000)
- "Cornelia" (2005)
- " Tinerel plecai de acasă"